# Fårträsk
Fårträsk eller Fåträsk är en sjö i Sjundeå kommun i Finland.   Den ligger i landskapet Nyland, i den södra delen av landet, 40 km väster om huvudstaden Helsingfors. Fårträsk ligger 72 meter över havet. I omgivningarna runt Fårträsk växer i huvudsak barrskog. Arean är 11,9 hektar och strandlinjen är 1,77 kilometer lång. Sjön  ingår i Sjundeå å huvudavrinningsområde. 